# FC Viktoriya Mykolaivka
Futbolniy Klub Viktoriya Mykolaivka, ou simplesmente Viktoriya Mykolaivka, é um clube de futebol ucraniano da cidade de Mykolaivka, Bilopillia Raion fundado em 2015. As  cores do clube são o branco, azul e amarelo.

## História
Fundado em 2015, o clube entrou em atividade disputando o Campeonato Amador.
Já no primeiro ano do clube, a equipe conseguiu dois vice-campeonatos regionais: Copa Sumy Oblast e Campeonato Sumy Oblast.
No ano seguinte, a equipe ficou mais uma vez com o vice-campeonato do Campeonato Sumy Oblast.
Na temporada 2017-2018, a equipe conquistou o seu primeiro título ao vencer o Campeonato Ucraniano de Futebol Amador, além de ficar com vice da Copa Ucraniana de Futebol Amador.
Na temporada 2018-2019, o clube não conquistou títulos, ficando apenas com o vice do Campeonato Amador (equivalente à Quarta Divisão Nacional).
Já na temporada 2019-2020, o clube conquistou o seu segundo título do Campeonato Ucraniano de Futebol Amador, ficando também como vice-campeonato da Copa Ucraniana de Futebol Amador.
Atualmente, o clube disputa a Druha Liha, que equivale a terceira divisão.

## Títulos
| Competição                        | Campeão | Vice | Edição                                   |
| --------------------------------- | ------- | ---- | ---------------------------------------- |
| Druha Liha                        | 0       | 0    |                                          |
| Amatorsʹka Liha                   | 2       | 0    | 2017–18 (C), 2018–19 (2º) e 2019–20 (C). |
| Copa AAFU                         | 0       | 2    | 2017–18 e 2019–20                        |
| Campeonato Sumy Oblast (Regional) | 0       | 2    | 2015 e 2016                              |
| Copa Sumy Oblast (Regional)       | 0       | 1    | 2015                                     |

## Elenco 2022
Fonte: pfl.ua
Nota: Bandeiras indicam equipe nacional, conforme definido pelas regras de elegibilidade da FIFA. Os jogadores podem ter mais de uma nacionalidade não-FIFA.
| N.º |         | Posição | Jogador              |
| --- | ------- | ------- | -------------------- |
| 1   | Ucrânia | G       | Mykola Zinchenko     |
| 3   | Ucrânia | D       | Yevhen Zubeyko       |
| 4   | Ucrânia | A       | Maksym Chehlov       |
| 5   | Ucrânia | M       | Vyacheslav Akimov    |
| 7   | Ucrânia | M       | Andriy Nelin         |
| 8   | Ucrânia | M       | Dmytro Hrankin       |
| 9   | Ucrânia | M       | Andriy Kuzmin        |
| 10  | Ucrânia | A       | Yevhen Lozovyi       |
| 11  | Ucrânia | A       | Volodymyr Chernikov  |
| 13  | Ucrânia | D       | Ihor Cherednichenko  |
| 14  | Ucrânia | M       | Stanislav Peredystyi |

| N.º |         | Posição | Jogador              |
| --- | ------- | ------- | -------------------- |
| 15  | Ucrânia | D       | Dmytro Ulyanov       |
| 16  | Ucrânia | D       | Yuriy Brovchenko     |
| 18  | Ucrânia | D       | Vasyl Bilyi          |
| 20  | Ucrânia | M       | Artem Kasyanov       |
| 21  | Ucrânia | D       | Yuriy Tsapiy         |
| 22  | Ucrânia | A       | Dmytro Yeremenko     |
| 23  | Ucrânia | D       | Vladyslav Zribnyak   |
| 24  | Ucrânia | M       | Ivan Borysenko       |
| 30  | Ucrânia | G       | Oleksandr Lytvynenko |
| 31  | Ucrânia | G       | Oleksandr Vorobey    |
| 77  | Ucrânia | A       | Vadym Shavrin        |